# Rudolf Fernau
Rudolf Fernau, pseudonimo di Andreas Rolf Neuberger (Monaco di Baviera, 7 gennaio 1898 – Monaco di Baviera, 4 novembre 1985), è stato un attore tedesco.

## Biografia
Andreas Rolf Neuberger, in seguito noto con il nome d'arte Rudolf Fernau, nasce a Monaco di Baviera il 7 gennaio 1898: i suoi genitori sono Andreas e Karolina Neuberger. Poco dopo la sua nascita, rimane orfano di padre.
Da ragazzo coltiva la passione per la musica, dedicandosi allo studio del violino e del pianoforte presso il Conservatorio di Monaco, ma deve rinunciare a proseguire gli studi a causa di un problema al polso. In seguito, scopre la passione per il teatro e da giovane studia recitazione in privato con Albert Steinrück e  Matthieu Lützenkirchen.
Dopo essere stato scritturato nel 1916 allo Staatstheater di Ingolstadt, nel 1918 ottiene il ruolo di Don Carlos nella compagnia del teatro di Ratisbona. In seguito, tra il 1922 e il 1923, lavora nella compagnia degli Kammerspiele di Amburgo.
Intorno alla metà degli anni venti, si sposa con l'attrice Olga von Mahr (1895-1985), con la quale rimarrà assieme per il resto della sua vita.
Nel 1936 debutta sul grande schermo interpretando il ruolo di Fritz Brockau nel film di propaganda nazionalsocialista diretto da Karl Ritter Artigli nell'ombra.
Nel 1940 è nel cast del film diretto da Hermann Pfeiffer Il guanto verde, dove interpreta il ruolo di Gaston de Fossard, il capo dei falsari. L'anno seguente è poi nel cast principale del film diretto da Marienne Hopper Arrivederci Francesca, dove interpreta il ruolo del dottor Christoph Leitner.
In seguito, nel 1942 è nel cast di un film italiano Giungla, film diretto da Nunzio Malasomma, dove interpreta il ruolo del dottor Jack Bennett. ed è poi protagonista, nel ruolo del dottor Crippen, del film diretto da Erich Engels Il delitto del Dott. Clippen.
Due anni dopo, quando la seconda guerra mondiale volge al termine, Fernau, che si era iscritto al Partito Nazionalsocialista Tedesco dei Lavoratori (NSDAP), compare tra i 1.041 artisti inseriti nella cosiddetta "Gottbegnadeten-Liste" redatta da Joseph Goebbels e Adolf Hitler in seno alla propaganda di regime.
Nel 1974, è protagonista, nel ruolo di Harry Kahlmann, del film TV diretto da Rolf von Sydow Du Land der Liebe. L'anno seguente, è tra i protagonisti, al fianco di Klaus Maria Brandauer, della riduzione televisiva, diretta da Franz Peter Wirth, della tragedia di Friedrich Schiller La congiura di Fiesco a Genova, dove interpreta il ruolo di Andrea Doria.
Nel 1977, è guest-star dell'episodio della serie televisiva L'ispettore Derrick intitolato "Un conto aperto" (diretto da Alfred Vohrer), dove interpreta il ruolo di Alfred Engel. Nella stessa serie sarà anche guest-star nel 1981 nell'episodio intitolato "L'ora del killer", dove interpreta il ruolo del Signor Godell.
Nel 1979, viene insignito del Filmband d'oro al Deutscher Filmpreis per la carriera.
Rudolf Fernau muore a Monaco di Baviera il 4 novembre 1985, all'età di 87 anni.

## Filmografia parziale

### Cinema
- Artigli nell'ombra (Verräter), regia di Karl Ritter (1936)
- In nome del popolo (Im Namen des Volkes), regia di Erich Engels (1939)
- Oceano in fiamme (Brand im Ozean), regia di Günther Rittau (1939)
- Dietro il sipario (Der Vorhang fällt), regia di Georg Jacoby (1939)
- Conflitto tragico (Der Weg zu Isabel), regia di Erich Engels (1940)
- Il guanto verde (Falschmünzer), regia di Hermann Pfeiffer (1940)
- Arrivederci Francesca (Auf Wiedersehen, Franziska!), regia di Marianne Hopper (1941)
- Giungla, regia di Nunzio Malasomma (1942)
- Il delitto del Dott. Clippen (Dr. Crippen an Bord), regia di Erich Engels (1942)
- Der Verteidiger hat das Wort, regia di Werner Klingler (1944)
- Die Affäre Roedern, regia di Erich Waschneck (1944)
- Mordprozeß Dr. Jordan, regia di Erich Engels (1949)
- Freitag, der 13., regia di Erich Engels (1949)
- Maria Theresia, regia di Emil E. Reinert (1951)
- Mönche, Mädchen und Panduren, regia di Ferdinand Dörfler (1952)
- Der große Zapfenstreich, regia di Georg Hurdalek (1952)
- Käpt'n Bay-Bay, regia di Helmut Käutner (1953)
- Königliche Hoheit, regia di Harald Braun (1953)
- Hochstaplerin der Liebe, regia di Hans H. König (1954)
- Weg in die Vergangenheit, regia di Karl Hartl (1954)
- Gli artigli invisibili del dottor Mabuse (Die unsichtbaren Krallen des Dr. Mabuse), regia di Harald Reinl (1962)
- Lo strangolatore dalle 9 dita (Der Würger von Schloß Blackmoor), regia di Harald Reinl (1963)
- Il giustiziere di Londra (Der Henker von London), regia di Edwin Zbonek (1963)
- Piccadilly ore X missione segreta (Piccadilly null Uhr zwölf), regia di Rudolf Zehetgruber (1963)
- Jeder stirbt für sich allein, regia di Alfred Vohrer (1976)

### Televisione
- Du Land der Liebe, regia di Rolf von Sydow - film TV (1974)
- Die Verschwörung des Fiesco zu Genua, regia di Franz Peter Wirth - film TV (1975)
- L'ispettore Derrick - serie TV, episodi 04x04- 08x11 (1977-1981)
- Polizeiinspektion 1 - serie TV - episodio 03x06 (1980)
- Qualverwandschaften,  regia di Ulrich Heising (1982)

## Premi e nomination (lista parziale)
- 1979: Filmband d'oro al Deutscher Filmpreis per la carriera

## Onorificenze
- 1979: Gran croce al merito della Repubblica Federale Tedesca
- 1983: Medaglia Thomas Mann della città di Monaco di Baviera